# 2014 FE72
2014 FE72 — транснептуновий, найвіддаленіший від Сонця об'єкт Сонячної системи. Траєкторія руху повністю лежить поза межами орбіти Нептуна. Об'єкт відкритий у 2016 році трьома американськими астрономами — Скоттом Шеппардом, Чедвіком Трухільйо та Девідом Толеном. Відкриття зроблено у ході роботи з виявлення гіпотетичної дев'ятої планети Сонячної системи. Детальну інформацію про 2014 FE72 першовідкривачі надали Центру малих планет — організації, яка за сприяння Міжнародного астрономічного союзу, збирає і систематизує дані спостережень малих тіл Сонячної системи та комет, обчислює їх орбіти і публікує цю інформацію через циркуляри малих планет.